# Gonçalo Amorim
Gonçalo Amorim (* 30. September 1972 in Cartaxo; † 1. Mai 2012 in Santarém) war ein portugiesischer Radrennfahrer.
Amorim war insbesondere als Sprinter bei Straßenrennen erfolgreich. 1993, 1997 und 2004 gewann er bei der Algarve-Rundfahrt die Punktewertung. Bei der Portugal-Rundfahrt 2002 sicherte er sich das Trikot des Punktbesten. Er nahm zweimal an der Vuelta a España teil: 1995 beendete er das Rennen nicht, 2003 erreichte er Rang 39. Bei den Straßenweltmeisterschaften 2001 in Lissabon wurde er 36., zwei Jahre später bei den Weltmeisterschaften in Hamilton 44. 2004 nahm er bei den Olympischen Spielen in Athen am Straßenrennen teil, erreichte aber nicht das Ziel.
Nach seinem Rücktritt vom aktiven Sport war er Sportdirektor der Radsportmannschaft von Benfica Lissabon. Hauptberuflich arbeitete er als Eventmanager für das Centro Nacional de Exposições (CNEMA) und war dort unter anderem für das Musikprogramm der Feira Nacional de Agricultura und den Radsportevent Festibike verantwortlich. Zudem engagierte er sich kommunalpolitisch in der Partido Social Democrata.
Am Abend des 1. Mai 2012 wurde Amorim in seinem Haus in Santarém tot aufgefunden. Er beging offensichtlich Selbstmord mit einer Schrotflinte.